# Zdena Palková
Zdena Palková (* 8. června 1938 Olomouc) je česká fonetička. Působila jako ředitelka Fonetického ústavu Filozofické fakulty Univerzity Karlovy.

## Publikace
- Rytmická výstavba prozaického textu, 1971
- Základní kurs české výslovnosti (pro cizince), 1985
- Fonetika a fonologie češtiny – s obecným úvodem do problematiky oboru, 1994, upravené vydání 1997